# Snuffy Jenkins
DeWitt „Snuffy“ Jenkins (* 27. Oktober 1908; † 30. April 1990) war ein US-amerikanischer Old-Time-Musiker. Er wird als Pionier des Bluegrass-Banjos bezeichnet.

## Leben

### Kindheit und Jugend
Jenkins war das jüngste von zehn Kindern der Familie Jenkins. Alle seine Geschwister lernten ein Instrument. Als kleines Kind lernte Jenkins Fiddle spielen, da er jedoch noch nicht groß genug dafür war, begann er die Fiddle wie eine Mandoline zu zupfen. Zudem lernte er auch Gitarre spielen.

### Anfänge
1927 gründete er zusammen mit den Banjospielern Smith Hammet und Rex Brooks seine erste Band. Von ihnen übernahm er die Spielweise des Drei-Finger-Stils, die er verfeinerte. In den folgenden Jahren zog er durchs Land und spielte auf Square-Dance-Festivals. Jenkins zog 1937 nach Columbia, South Carolina. Dort gründete er eine Band, mit der er bald Auftritte im lokalen Radio bestritt. Earl Scruggs hörte diese Radiosendungen und sah ihn auch spielen.

### Der Durchbruch
1939 gründete er zusammen mit Homer Sherrill, einem ehemaligen Mitglied der Blue Sky Boys, die Hired Hands, in der er bis zu seinem Tod aktiv blieb. Acht Jahre nach der Gründung wurde das Duo um den Gitarrist Julian Medlin und den Bassisten Ira Dimmery erweitert. 1955 folgte der zweite Gitarrist Bill Rey. Ihre erste Aufnahme machten sie 1962 für das Folklyrics-Label. In folgenden Jahren spielten sie immer wieder erfolgreiche Platten ein. Seine letzte Aufnahme machte Jenkins 1989 für das Old Homestead-Label.
Snuffy Jenkins starb am 30. April 1990 im Alter von 82 Jahren.

## Werk
Kein anderer Musiker, außer Charlie Poole, hatte so viel Einfluss auf den späteren Bluegrass wie Snuffy Jenkins. Sein Stil des Banjospielens war maßgebend für viele spätere Musiker. Vor allem beeinflusste er Don Reno und Earl Scruggs, die später in Bill Monroes Begleitband, den Bluegrass Boys spielten.